# 자엽꽃자두
자엽꽃자두(학명: Prunus cerasifera 프루누스 케라시페라[*])는 벚나무속의 나무이다. 봄에 일찍 꽃을 피우는 습성이 있어 정원과 조경용으로 널리 재배되었다. 열매는 7월 초에서 9월 중순까지 노랗거나 빨갛게 익는다. 품종에 따라 당도와 산도에 차이가 있어 생으로 먹기도 하고 잼을 만들기도 한다.

## 분포
아시아, 오세아니아, 유럽, 북아메리카에 분포한다. 중앙아시아(중국 신장, 키르기스스탄, 타지키스탄, 투르크메니스탄), 남아시아(파키스탄), 서남아시아(아프가니스탄, 이라크, 이란, 터키), 남서유럽(그리스, 마케도니아, 불가리아, 알바니아, 크로아티아)이 원산지이다.

## 사진 갤러리

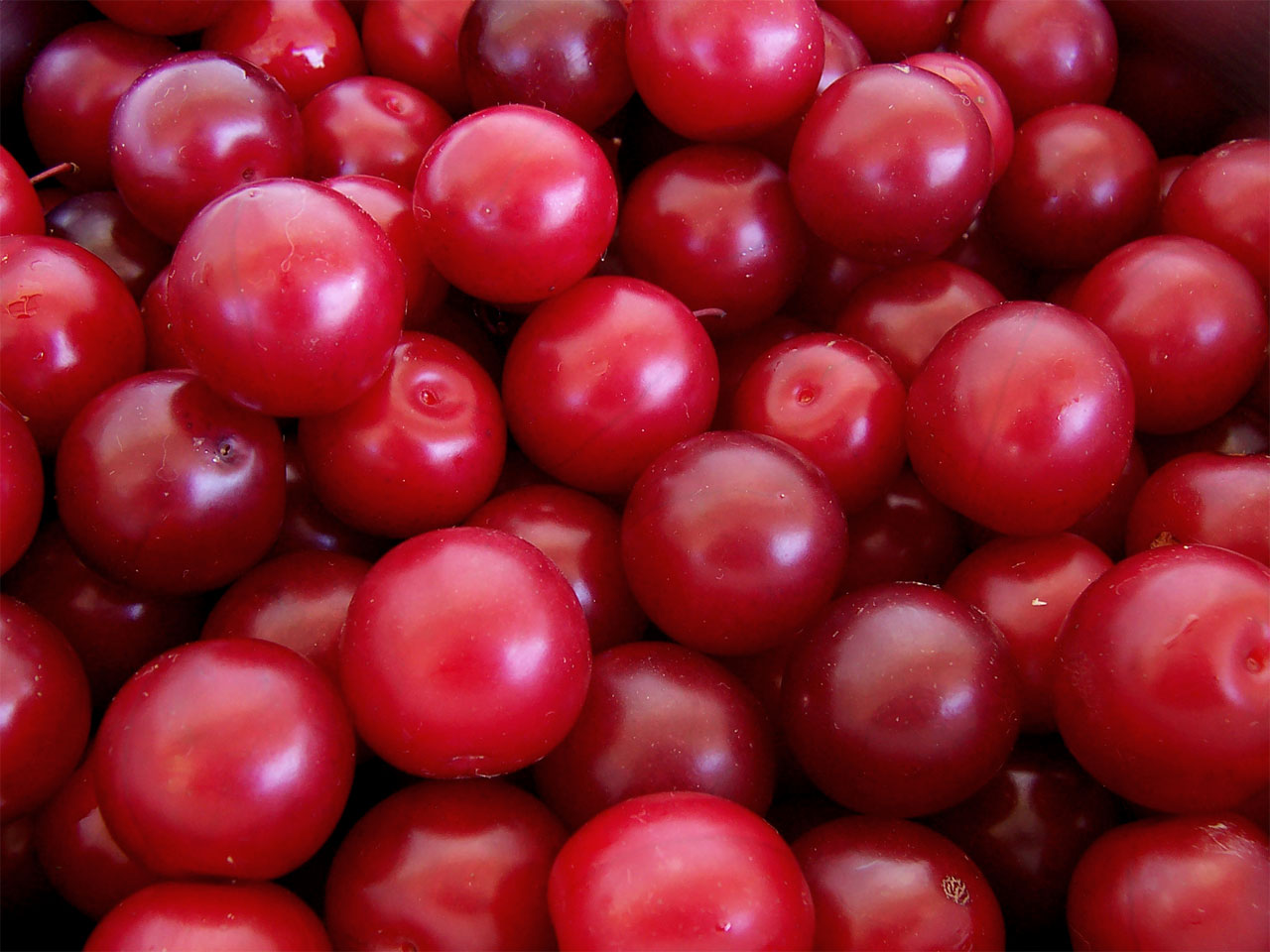
자엽꽃자두

## 같이 보기
- 루치아벚나무
- 개장미